# Polski Narodowy Kościół Prawosławny
Polski Narodowy Kościół Prawosławny, Polsko-Katolicki Kościół Narodowy – wspólnota prawosławna posługująca się obrządkiem łacińskim, która istniała w Polsce jako autonomiczny Kościół pod jurysdykcją Polskiego Autokefalicznego Kościoła Prawosławnego w latach 1926–1949.

## Historia
Polski Narodowy Kościół Prawosławny powstał w 1926 w wyniku przyjęcia przez Polski Autokefaliczny Kościół Prawosławny do unii kościelnej grupy księży i wiernych z diecezji misyjnej Polskiego Narodowego Kościoła Katolickiego. Administratorem i organizatorem tej denominacji był ksiądz Andrzej Huszno z Dąbrowy Górniczej.
W latach 30. XX wieku w łonie wspólnoty doszło do podziałów między duchownymi co znacznie osłabiło Polski Narodowy Kościół Prawosławny liczebnie. Denominacja zanikła po 1939 a ostatnia parafia Kościoła z siedzibą w Warszawie przestała istnieć formalnie w 1949.

## Charakterystyka
Polski Narodowy Kościół Prawosławny wyznawał doktrynę prawosławną, jednak w obrzędowości posługiwał się liturgią łacińską.
Różnice z Kościołem rzymskokatolickim odnosiły się m.in. do:
- nieuznawania władzy zwierzchniej papieża
- uznawania jedynie ustaleń pierwszych siedmiu soborów powszechnych
- wyznaczania daty Wielkanocy według kalendarza juliańskiego
- odrzucenia w Credo słów Filioque
- sprawowania mszy świętej w języku polskim
- udzielania wiernym komunii pod dwiema postaciami.

Wprowadzono też nieznaczne zmiany w księgach liturgicznych polegające na dopasowaniu mszału rzymskiego do nauczania Cerkwi prawosławnej.
Prezbiterów Polskiego Narodowego Kościoła Prawosławnego nie obowiązywał celibat.